# 奎宿增廿
仙女座39，又名BD+40 209，HD 6116、SAO 36874、HR 290，是仙女座的一颗恒星，视星等为5.98，位于銀經125.24，銀緯-21.47，其B1900.0坐标为赤經0h 57m 16.9s，赤緯+40° -21.47′ 27″。